# Hidamari no kanojo
Hidamari no kanojo (陽だまりの彼女 Hidamari No Kanojo ?, tit internaz. Girl in the Sunny Place) è un film del 2013 diretto da Takahiro Miki.
Il film è basato sul romanzo omonimo dello scrittore Osamu Koshigaya pubblicato per la prima volta nel 2011 e vede come interpreti principali Juri Ueno e Jun Matsumoto.

## Trama
Kosuke e Mao s'incontrano nuovamente dopo dieci anni, erano infatti amici ai tempi delle scuole medie; all'epoca la ragazza si atteggiava a bulla, ma ora si è trasformata in una donna davvero molto attraente nell'opinione di Kosuke. Egli non l'aveva più veduta da quando s'era dovuto trasferire improvvisamente.
Innamoratisi l'uno dell'altra decidono di sposarsi presto, Mao però conserva gelosamente dentro di sé un segreto. Dopo la cerimonia ha inizio la loro felice vita coniugale, fino a quando Mao non scompare.